# Olympische Sommerspiele 1988/Teilnehmer (Bermuda)
| Gelbes Symbol für Goldmedaillen mit stilisierten Olympischen Ringen | Graues Symbol für Silbermedaillen mit stilisierten Olympischen Ringen | Braundes Symbol für Bronzemedaillen mit stilisierten Olympischen Ringen |
| ------------------------------------------------------------------- | --------------------------------------------------------------------- | ----------------------------------------------------------------------- |
| —                                                                   | —                                                                     | —                                                                       |

Bermuda nahm an den Olympischen Sommerspielen 1988 in Seoul, Südkorea, mit einer Delegation von zwölf Sportlern (elf Männer und eine Frau) teil.

## Teilnehmer nach Sportarten

### Boxen
- Quinn Paynter
Halbmittelgewicht: 9. Platz

### Leichtathletik
- Bill Trott
100 Meter: Vorläufe

- Troy Douglas
200 Meter: Halbfinale
400 Meter: Viertelfinale

- Mike Watson
800 Meter: Vorläufe
1500 Meter: Vorläufe

- Nick Saunders
Hochsprung: 5. Platz

- Brian Wellman
Dreisprung: 33. Platz in der Qualifikation

### Reiten
- Peter Gray
Vielseitigkeitsreiten, Einzel: 31. Platz

- Carol Ann Blackman
Vielseitigkeitsreiten, Einzel: DNF

### Schwimmen
- Victor Ruberry
100 Meter Brust: 53. Platz

### Segeln
- Eddie Bardgett
Tornado: 18. Platz

- Glenn Astwood
Tornado: 18. Platz

### Tennis
- Steve Alger
Einzel: 33. Platz